# Miconia borjensis
Miconia borjensis är en tvåhjärtbladig växtart som beskrevs av John Julius Wurdack. Miconia borjensis ingår i släktet Miconia och familjen Melastomataceae. Inga underarter finns listade i Catalogue of Life.